# Železniční doprava v Česku

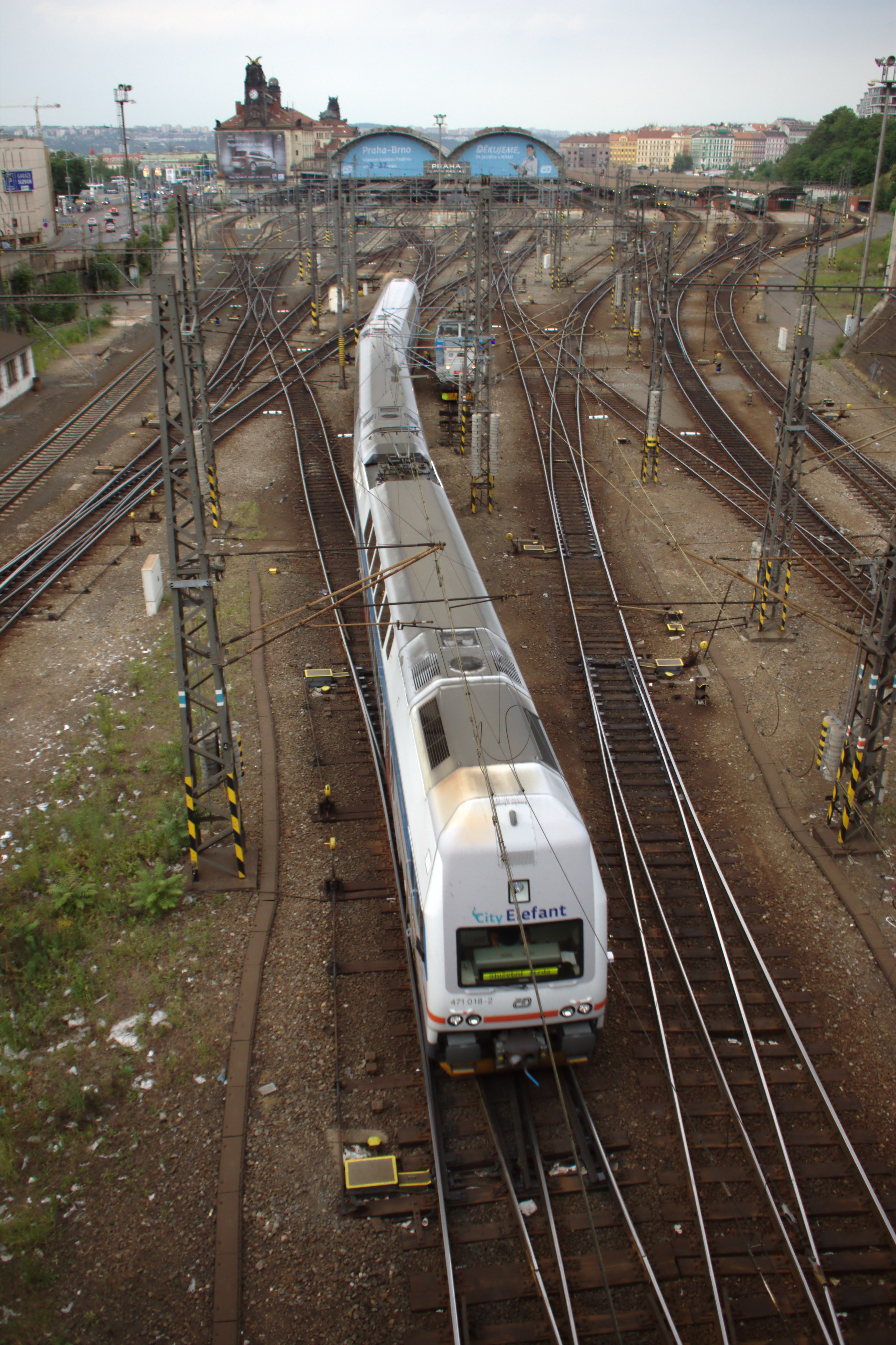
Elektrická jednotka CityElefant vyjíždí z pražského hlavního nádraží

Železniční doprava v Česku tvoří společně se silniční dopravou páteř vnitrostátního dopravního systému i tranzitní dopravy a navazuje historicky na obchodní cesty. Síť v roce 2023 tvořilo celkem 9349 km železničních tratí ve vlastnictví státu, přes 100 kilometrů regionálních tratí vlastněných jinými subjekty a velký počet vleček.

## Historie
Dvě koněspřežné železnice na českém území zahájily provoz v letech 1827 a 1830, roku 1839 byla zprovozněna první parostrojní železnice normálního rozchodu, od roku 1841 začal budovat železnice i stát. Do 70. let 19. století byla vybudována síť hlavních tratí. Od roku 1880 stát podporoval výstavbu lokálních drah, z nichž se většina soustředila do rukou několika velkých soukromých společností. Zároveň odstartovalo postupné zestátňování soukromých železničních společností, které vlastnily hlavní tratě. Roku 1903 byla postavena první neměstská elektrická dráha.
Po první světové válce vznikla nová státní společnost Československé státní dráhy jako nástupce dřívějších rakouských Státních drah. Plné zestátnění železnic bylo dokončeno po druhé světové válce. Se začátkem roku 1993 byly ČSD i dopravní síť rozděleny na českou a slovenskou část, českým nástupcem se stala státní organizace České dráhy.
Roku 1994 byl schválen nový zákon o dráhách, který opustil princip unitární železnice, rozlišil funkci provozovatele dráhy od funkce provozovatele drážní dopravy, čímž vytvořil základní podmínky pro vznik konkurenčního prostředí a navazující novely a související zákony pak postupně měnily pravidla pro zajišťování a dotování osobní dopravy. Roku 1996 byly z celostátní dráhy vyčleněny regionální dráhy, což bylo zdůvodňováno jako příprava ke změně vlastníka, avšak nakonec byla prodána jen malá část tratí. Do nákladní dopravy a pozvolna i do osobní dopravy pronikala i nestátní konkurence. Se začátkem roku 2003 byla státní organizace České dráhy rozdělena na státní organizaci Správa železniční dopravní cesty (SŽDC), která se stala správcem státních drah, a státní akciovou společnost České dráhy, která se stala dopravcem a současně provozovatelem státních drah. V roce 2008 SŽDC sama převzala i provozování státních drah. Akciová společnost České dráhy v roce 2007 vyčlenila nákladní dopravu do dceřiné společnosti ČD Cargo.
Mezi roky 2009 a 2019 počty cestujících i nákladu přepraveného po železnici v Česku pouze rostly. Dopravní sektorová strategie z roku 2010 počítala s tím, že přepravní výkony, kterých železnice dosáhla už v roce 2018 nastanou až v roce 2050. Například v roce 2010 cestovalo vlaky v Česku za celý rok 164 milionů cestujících, v roce 2019 to bylo 182 milionů. Za zvýšeným zájmem o dopravu vlakem se považovalo například zvýšení pohodlí ve vlacích, rekonstruování tratí, nástup soukromých dopravců, rekonstrukce silnic nebo zdražení bydlení ve velkých městech.

## Železniční síť

Síť veřejných železnic v Česku (stav 2009)

V Česku bylo v roce 2023 celkem 9349 km železničních tratí ve vlastnictví státu a přes 100 kilometrů regionálních drah jiných vlastníků.[zdroj?] Výkon funkce vlastníka dráhy pro stát zajišťuje Správa železnic (dříve s názvem Správa železniční dopravní cesty, zkráceně SŽDC), která vykonává též funkci provozovatele dráhy. V těchto součtech nejsou zahrnuty vlečky, zkušební tratě Výzkumného ústavu železničního u Velimi (celkem necelých 20 km) a pražské metro, které má status speciální železniční dráhy. Za železniční dráhy ve smyslu českého zákona o dráhách se nepovažují tramvajové dráhy, lanové dráhy ani dráhy nepodléhající zákonu o drahách, např. důlní a průmyslové dráhy (včetně těch, které mají normální rozchod).
Pouze dráha Tanvald – Harrachov byla vybudována jako ozubnicová, dnes zde již ozubnicový systém není k pravidelné dopravě používán (využívá se pouze při nostalgických jízdách historických vlaků s ozubnicovou lokomotivou – zajišťuje Železniční společnost Tanvald). Všechny české železniční tratě mají dnes normální rozchod 1435 mm s výjimkou tratí Jindřichohradeckých místních drah (79 km) a osoblažské dráhy Správy železnic (20 km). Maximální rychlost na české železnici je 160 km/h (2020) (na železničním okruhu u Velimi je nejvyšší povolená rychlost 230 km/h). Žádná trať není vysokorychlostní.

### Struktura tratí podle počtu kolejí
- jednokolejné – 7279 km tratí Správy železnic a všechny tratě dalších vlastníků
- dvoukolejné – 2005 km
- vícekolejné – 65 km
- celkem – 9349 km

### Elektrizace tratí
Elektrizováno je celkem 3 258 km tratí Správy železnic, a to v různých napájecích soustavách.
- se stejnosměrným napětím 3 kV; je schválena postupná konverze,[4] v červenci 2022 bylo dokončeno první přepnutí v úseku Nedakonice - Říkovice na trati Přerov–Břeclav[5]

- se střídavým napětím 25 kV, 50 Hz
- Trať Tábor – Bechyně od roku 1938 stejnosměrným napětím 1,5 kV; plánována rekonstrukce a přechod na střídavé napětí[6]
- Železniční trať Znojmo–Retz rakouským systémem 15 kV, 16,7 Hz[7]

Většina regionálních tratí jiných provozovatelů jsou jednokolejné a neelektrizované (vyjma železnice Desné, napájena se stejnosměrným napětím 3 kV). Železniční zkušební okruh u Velimi umožňuje přepnutí do různých napájecích soustav.

## Majitelé, provozovatelé a dopravci

### Struktura vlastnictví tratí

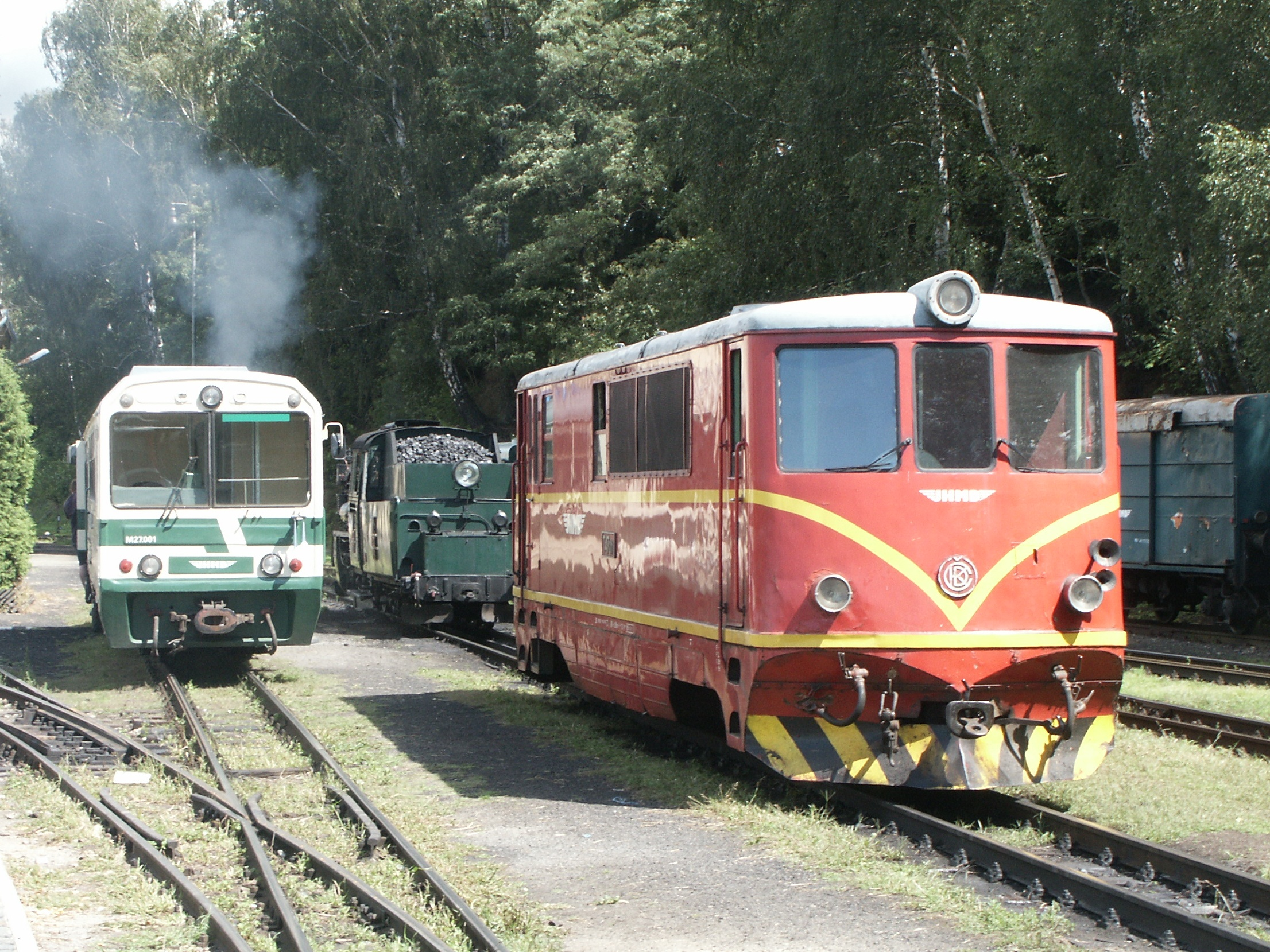
Momentka z nádraží firmy JHMD v Jindřichově Hradci, která provozuje osobní, nákladní, výletní i historické vlaky na svých úzkokolejných tratích v jižních Čechách

Tratě v majetku státu spravovala do roku 2002 státní organizace České dráhy. Ta byla k počátku roku 2003 zákonem transformována na státní organizaci Správa železniční dopravní cesty a akciovou společnost České dráhy. Většina součástí drah, zejména vlastní dopravní cesta, byla převedena do správy SŽDC, části tratí, zejména nádražní budovy, však byly vloženy do vlastnictví akciové společnosti České dráhy, aniž by zákon speciálně řešil vztahy mezi vlastníkem nádraží a dopravci; pozdější záměr vyjmout tuto část drah z vlastnictví ČD a dát je do správy SŽDC je předmětem politických diskusí.
K 1. lednu 2020 došlo k přejmenování Správy železniční dopravní cesty na Správu železnic.
Tratě v majetku státu pod správou Správy železnic mají několik provozovatelů.
- Do června 2008 byla provozovatelem celostátní dráhy a většiny regionálních drah akciová společnost České dráhy (do roku 2002 státní organizace České dráhy). Od 1. července 2008 je jejich provozovatelem přímo SŽDC.[9][10]
- Tratě Trutnov – Svoboda nad Úpou a Sokolov – Kraslice provozuje společnost PDV Railway[11] (dříve Viamont).[9]
- Trať Milotice nad Opavou – Vrbno pod Pradědem provozuje společnost PKP Cargo International (pravidelnou dopravu zajišťuje GWTR a ČD Cargo).[9]

Tratě, které nejsou v majetku státu:
- Trať Česká Kamenice – Kamenický Šenov (tehdy ještě v majetku státu a ve správě ČD s. o., později SŽDC s. o.) provozovalo v letech 1998–2008 občanské sdružení Klub přátel lokálky; v roce 2008 trať koupila KŽC s. r. o., provozovatelem dráhy se stala společnost KŽC Doprava, s. r. o.[12]
- Tzv. Železnici Desná, tj. trať Šumperk – Kouty nad Desnou s odbočkou Petrov nad Desnou – Sobotín, vlastní od přelomu let 2002 a 2003 Svazek obcí údolí Desné. Provozovatelem dráhy i dopravy byla od obnovení provozu 30. dubna 1998 po povodních Stavební obnova železnic a. s. Ta od 1. října 2002 přestala sama na dráze provozovat dopravu. Od 1. března 2005 je provozovatelem dráhy firma SART-stavby a rekonstrukce.[13]
- Dvě úzkokolejné tratě u Jindřichova Hradce (trať 228 a trať 229) v délce 79 km vlastní a provozují Jindřichohradecké místní dráhy
- Trať Čížkovice – Obrnice provozuje společnost AŽD Praha
- Trať Dolní Bousov – Kopidlno provozuje jako zkušební trať (osobní doprava je zvažována[14]) AŽD Praha
- Trať Čejč–Uhřice – vlastní TMŽ, plánuje jízdy nostalgických vlaků
- Hrušovany nad Jevišovkou – Hevlín – Vlastní obec Hevlín, plánuje možné obnovení osobní dopravy nebo jízdy turistických drezín.
- Železniční zkušební okruh u Velimi vlastní a provozuje Výzkumný ústav železniční, a. s.
- Železniční trať Velké Březno – Lovečkovice – Verneřice/Úštěk vlastní spolek Zubrnická museální železnice a turistickou linku T3 na ní provozuje společnost MBM rail s.r.o.
- Většina vleček je v majetku firmy, k jejíž obsluze slouží; provozovatelem vlečky bývá buď taková firma sama nebo specializovaný dodavatel; některé dopravní firmy se specializují i na provozování vleček a zákon umožňuje i SŽDC, aby tuto službu poskytovala.

Do října 2017 nabídl stát k prodeji tyto tratě:
- Čelákovice – Mochov (Středočeský kraj, 4,014 km, nabídková cena 32 025 770 Kč) – obnovena pravidelná osobní doprava
- Čížkovice – Obrnice (Ústecký kraj, 35,892 km, 132 265 270 Kč) – prodáno v roce 2016 AŽD Praha za 5,7 milionu Kč[15]
- Dolní Bousov – Kopidlno (Středočeský a Královéhradecký kraj, 22,370 km, 98 151 120 Kč) – prodáno AŽD Praha za 5,2 mil. Kč
- Čejč – Uhřice u Kyjova (Jihomoravský kraj, 15,470 km, 46 185 280 Kč) – prodáno TMŽ[16]
- Kralovice – Mladotice (Plzeňský kraj, 11,345 km, 27 115 060 Kč) – v řízení o zrušení tratě
- Velká Kraš – Vidnava (Olomoucký kraj; 4,7 km)
- Dobronín–Polná (kraj Vysočina; 6 km)
- Hrušovany nad Jevišovkou – Hevlín (Jihomoravský kraj; 7 km) – prodána za 2,22 mil. Kč obci Hevlín, obec plánuje možné obnovení osobní dopravy nebo provoz turistických drezín, nádražní budovu chce obec využít jako muzeum obce Hevlína
- Královec–Žacléř (Královéhradecký kraj; 5,1 km)
- Broumov–Otovice (Královéhradecký kraj; 4,7 km)
- Moravské Budějovice – Jemnice (kraj Vysočina; 20,8 km)

Nabídky bylo možné podávat od 5. ledna 2015, podmínkou bylo zajistit nejméně pětileté provozování drážních služeb a v prvním kole zaplatit nejméně nabídkovou cenu, ve druhém kole mohla uspět i nižší cena. Noví majitelé přitom neměli jistotu, že dostanou od státu dotaci na udržení provozuschopnosti dráhy tak, jako ji dostávala SŽDC. Celkem měla údajně SŽDC v zásobníku na prodej 21 tratí. O některé tratě prý měly v minulosti zájem obce či spolky obcí za podmínky bezúplatného převodu, ten však podle SŽDC nebyl zatím možný.
Již 7. ledna 2015 SŽDC oznámila, že se nepřihlásil žádný zájemce o žádnou z tratí. To byl očekávaný výsledek, protože nabídkové ceny byly hodnoceny jako nesmyslně vysoké. SŽDC se ohledně jejich stanovení odvolávala na odhady certifikovaných odhadců podle tabulek vydaných ministerstvem financí. Obvyklou cenu podle SŽDC zjistit nešlo, protože prodej tratí je jedinečnou záležitostí a tedy není možné najít srovnatelný případ realizovaný v podobném rozsahu a místě. Po neúspěchu nabídek se SŽDC chystala žádat ministerstvo o povolení, aby mohla nabídkovou cenu snížit na hodnoty, které by se více blížily ceně nemovitostí v okolí tratě.
Radim Kamler ze Spolku za bezpečnou železnici a Miroslav Vyka ze Svazu cestujících ve veřejné dopravě v otevřeném dopise žádali ministerstvo dopravy o revizi celého přístupu k prodeji tratí. Zastavení drážního provozu podle nich nebylo objektivně zdůvodněno, ale došlo k němu vždy na základě jejich podudržovanosti a krátkozrakého politického rozhodnutí, přičemž mimo útlumu těchto drah nebyla nikdy sledována varianta jejich modernizace s využitím úsporných technologií na straně infrastruktury i na straně kolejových vozidel. Jako na příklad poukázali na Železnici Desná, která tehdy zažívala velký rozvoj. Cílem prodeje by podle nich neměl být relativně malý jednorázový zisk za cenu likvidace tratě, ale dosáhnout v nových rukou efektivní obnovy a provozu na úrovni 21. století.
Na konci ledna 2016 bylo oznámeno, že podle materiálu poslaného ministerstvem dopravy do meziresortního připomínkového řízení tratě Dolní Bousov – Kopidlno a Čížkovice – Obrnice stát prodá společnosti AŽD Praha, přičemž prodej ještě čekal na souhlas vlády. Za obě tratě AŽD zaplatilo celkem 10,7 milionu Kč. V soutěži o trať Čížkovice – Obrnice byla jediným zájemcem, v případě trati Dolní Bousov – Kopidlno dal nabídku ještě nejmenovaný manželský pár, ale s výrazně nižší cenou. AŽD Praha obě tratě začala využívat jako zkušební polygony pro vyvíjené nové zabezpečovací technologie s využitím satelitních systémů. Na tratích zachovával i standardní provoz a v rámci možností tratě opravoval a umožňoval i ostatním dopravcům tratě využívat. V podmínkách smlouvy byla povinnost nového majitele zachovat trať v provozuschopném stavu dalších pět let. O nákupu dalších tratí společnost v roce 2016 neuvažovala.

### Železniční dopravci

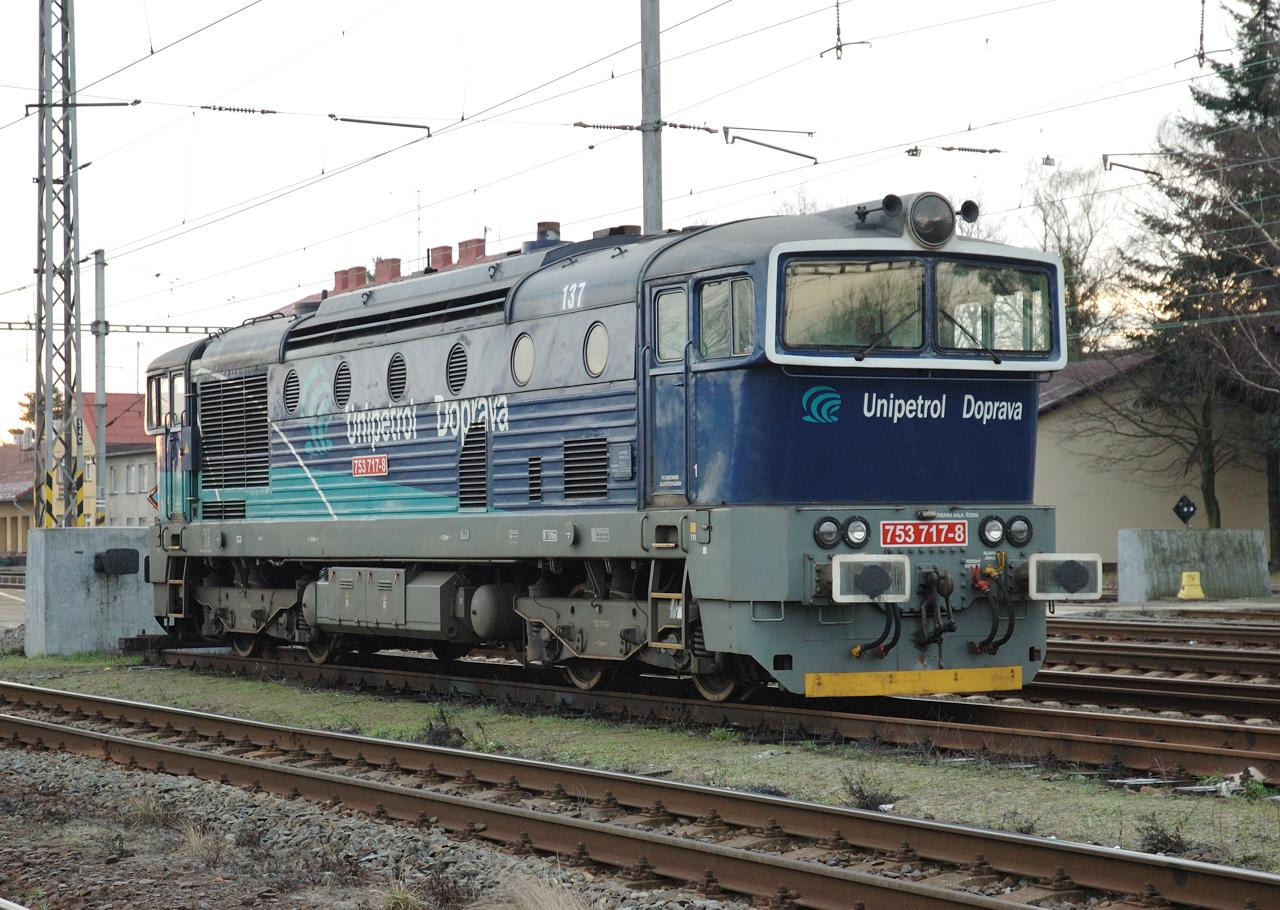
Lokomotiva řady 753.7 soukromého dopravce Unipetrol Doprava.

Na kolejích Správy železnic (resp. dříve Českých drah) mohou od 1. ledna 1995 provozovat železniční dopravu tzv. provozovatelé drážní dopravy (zkráceně „dopravci“), kteří mohou provozovat jak osobní, tak nákladní dopravu. Tito dopravci pak odvádějí za kilometry projeté po kolejích veřejných železnic poplatky Správě železnic.
Provozování pravidelné osobní dopravy je zpravidla dotováno objednavateli, kterými jsou pro základní obslužnost území kraje a pro základní obslužnost státu pak ministerstvo dopravy. Tyto subjekty si mohou na zvolené trasy vybrat svého dopravce, který pro ně na těchto trasách dopravu zajišťuje. Musí mu však uhradit tzv. prokazatelnou ztrátu. Prokazatelnou ztrátou se rozumí rozdíl mezi ekonomicky oprávněnými náklady vynaloženými dopravcem na splnění závazku veřejné služby včetně přiměřeného zisku vztahujícího se k těmto nákladům a tržbami a výnosy dosaženými dopravcem z tohoto závazku. Provozovatelem byly původně v drtivé většině osobních vlaků České dráhy, státem vlastněná akciová společnost. Od prosince 2019 byli na některé linky vybráni jiní soukromí dopravci – ARRIVA vlaky, Die Länderbahn, RegioJet a Leo Express. Na železnici je možno provozovat osobní dopravu i na vlastní podnikatelské riziko. Kromě některých výletních a historických vlaků jsou na podnikatelské riziko provozovány vlaky ČD Pendolino a vlaky společností Regiojet a LEO Express, jezdících převážně na frekventované trase mezi Prahou a Ostravou.[zdroj?]
Celkově bylo v roce 2019 po železnici přepraveno 194 mil. cestujících.
V nákladní dopravě funguje řada soukromých dopravců. Jejich podíl v nákladní dopravě se ještě v roce 2008 pohyboval pouze okolo 5 %, ale již v roce 2021 dosáhl téměř 45 %. Železniční doprava v Česku činila v roce 2009 20,8 % provozu nákladní dopravy, což bylo nad průměrem starých zemí EU, který se pohyboval okolo 15 %.
Zatímco ve vnitrostátní nákladní dopravě zcela dominovala silniční doprava, v mezinárodní dopravě pak v přepravených tunách převažovala doprava železniční. Rozdíl ale nebyl tak markantní jako v dopravě vnitrostátní. Ve výkonech v nákladní dopravě v tunových kilometrech však ve vnitrostátní i mezinárodní dopravě převažovala ta silniční. Celkově bylo v roce 2019 po železnici přepraveno 99 mil. tun nákladu.

## Lokomotivní a vozový park

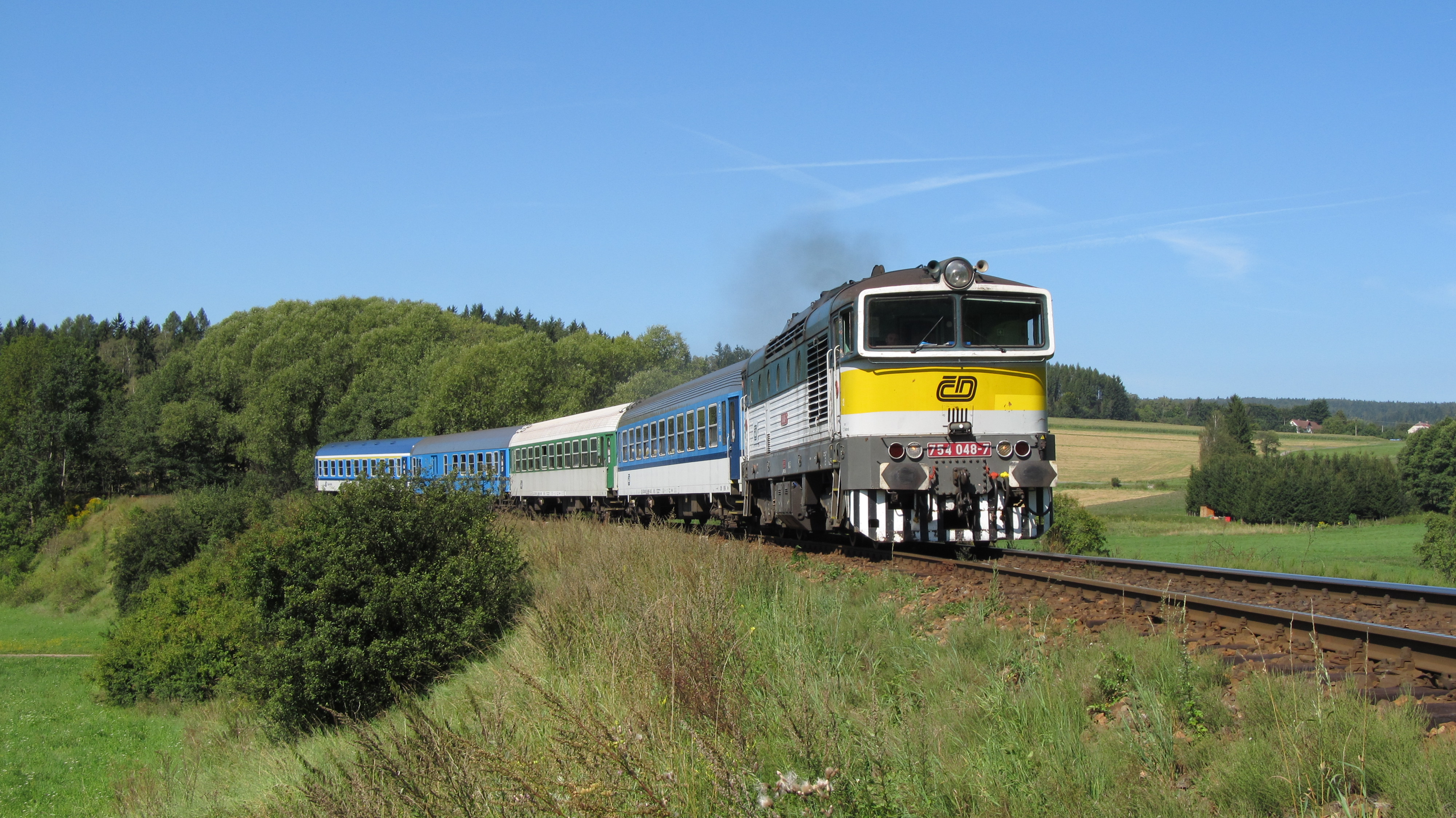
Lokomotiva řady 754 v čele rychlíku 850 Sněžka

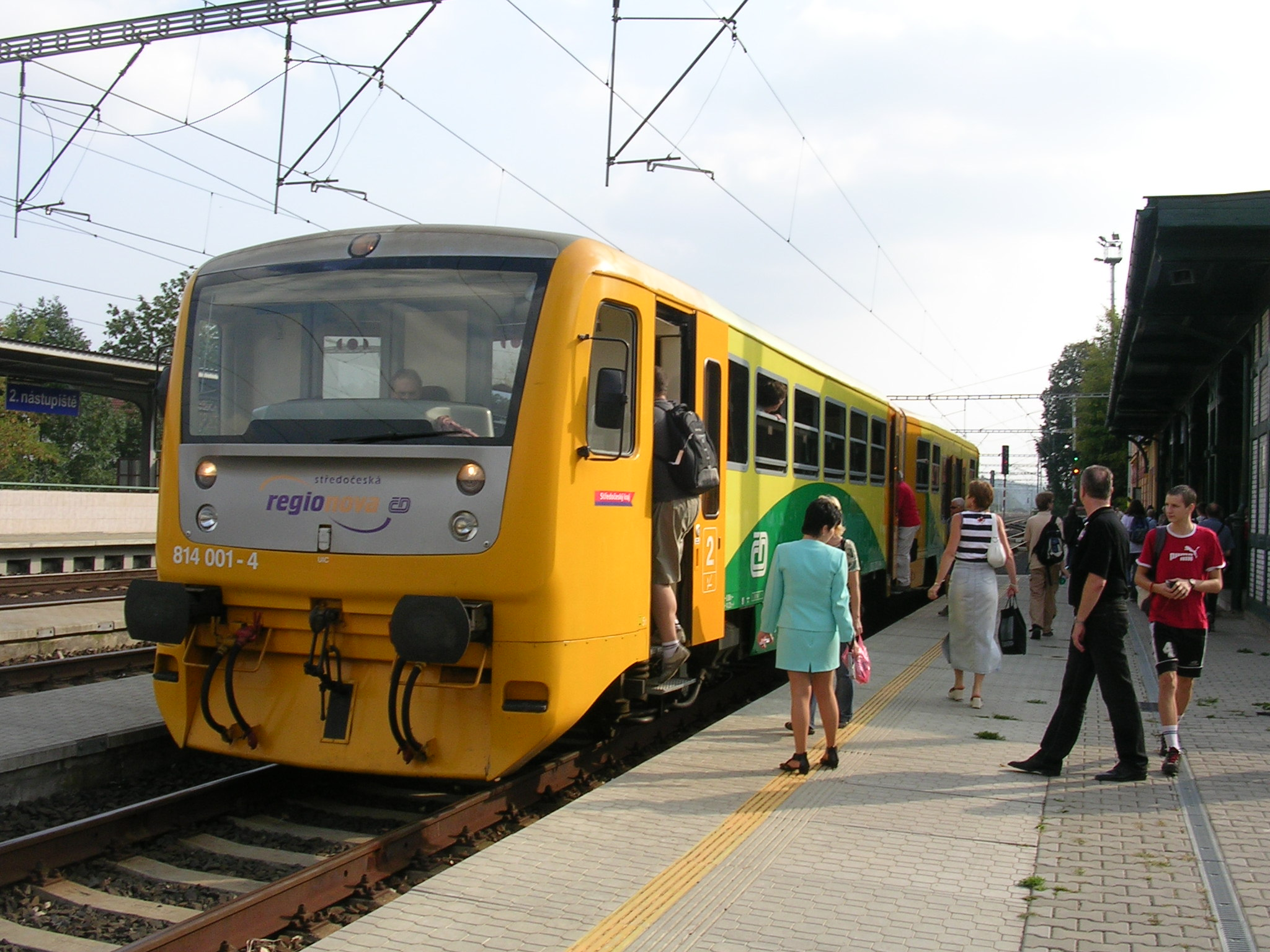
Již přes 120 motorových vozů řady 810 bylo za použití shodně vypadajícího přípojného vozu modernizováno na novou řadu 814, jež je známá pod obchodním názvem Regionova.

Vozidla ČD vykazovala v průměru vysoké stáří, které se pohybovalo mezi 25 a 30 lety. Bylo to způsobeno minimálními nákupy nových vozidel od 90. let. Nejrozšířenějšími hnacími vozidly byly dieselelektrické lokomotivy řady 742, elektrické lokomotivy řad 163/162, 363/362 a 240, a motorové vozy 810.
Obnova parku hnacích vozidel poté spočívala nejprve především v modernizacích a přestavbách, postupně stále více i v nákupech nových vozidel. Zmíněné motorové vozy 810 byly přestavovány na částečně nízkopodlažní motorové jednotky 814 určené především pro regionální tratě. Modernizovaly se starší lokomotivy řady 750 a 753 na novou řadu 753.7, výměnou nebo dosazením podvozků narostla početnost řady 362. Byla zakoupena sedmice sedmivozových expresních elektrických jednotek s naklápěcí technikou řady 680 Pendolino. Dále mezi lety 2000 a 2013 ČD převzaly dodávky celkem 83 nových patrových elektrických jednotek řady 471 (CityElefant) pro osobní vlaky v okolí Prahy a Ostravy. Dále si nechaly vyvinout rychlíkové lokomotivy řady 380 a převzaly jejich dvacetikusovou sérii, několik lokomotiv odkoupily i od Rakouských drah. V běžném provozu se též vyskytují desítky lokomotiv Siemens Vectron pořízených ČD na leasing a chystá se koupě až 90 ks podobných lokomotiv na 230 km/h do přímého vlastnictví. Dalších 40 Vectronů řady 383 má mít do konce února 2024 operátor METRANS.[zdroj?] Probíhá nákup nízkopodlažních elektrických i motorových jednotek a motorových vozů, nových i z druhé ruky.
Mezi osobními vozy, kromě přípojných vozů k motorovým vozům, stále převažují ty, jež byly vyrobeny ve vagónce ve východoněmeckém Budyšíně. Ty mají pro dnešní dobu[kdy?] zastaralou konstrukci, která neumožňuje aby byly efektivně modernizovány. Početné série vozů pro osobní vlaky a rychlíky, které dodávala Vagónka Studénka na přelomu 80. a 90. let jsou již modernější a jejich podvozky umožňují dosahovat rychlosti 160 km/h. Jejich interiér však vyžaduje obnovu. Na konci 90. let a začátkem 21. století pak bylo pro ČD dodáno několik desítek nových vozů s podvozky pro 200 km/h od firmy Siemens, určených pro vlaky vyšší kvality, včetně ubytovacích a jídelních vozů. Probíhá modernizace většího počtu rychlíkových vozů a nákupy starších zahraničních rychlíkových vozů převážně od sousedních států.[ve zdroji nenalezeno]
Mezi nákladními vagóny převažují otevřené vozy pro přepravu uhlí a sypkých substrátů. Některé jejich typy se používají i k přepravě dřeva, kovového šrotu a dalších materiálů. V souvislosti s rostoucí komoditou kombinované dopravy jsou nakupovány článkové plošinové vozy pro přepravu kontejnerů.[zdroj?]
Soukromí nákladní dopravci nejčastěji používají lokomotivy řady 740 odkoupené z vlečkových provozů a jejich modernizované verze. Provozují též stroje 753.7 a další starší dieselové i elektrické lokomotivy. V osobní dopravě používají vozidla pronajatá od ČD, nebo i některá vlastní, původem zpravidla z Německa.[zdroj?]